# Кранчевич, Драгомир
Драгомир Кранчевич (венг. Krancsevics Dragomir; серб. Драгомир Кранчевић; 4 октября 1847, Панчова, ныне Сербия — 18 мая 1929, Вена) — сербско-венгерский скрипач.
На стипендию Панчевского певческого общества был направлен для обучения в Венскую консерваторию. Учился у Йозефа Хельмесбергера-старшего, в 1861 г. дебютировал в Вене как исполнитель. В 1867—1868 и 1869—1870 годах играл вторую скрипку в струнном квартете своего наставника. В 1872 году выступил в Белграде на торжественном концерте в честь совершеннолетия князя Милана Обреновича, организованном Белградским певческим обществом под руководством Даворина Енко.
В дальнейшем жил и работал преимущественно в Будапеште, в 1873—1901 годах был концертмейстером и вторым дирижёром в оркестре Будапештской оперы, с 1876 года руководил собственным струнным квартетом — одним из ведущих в Венгрии. 8 декабря 1879 года вместе с квартетом Кранчевича выступил приехавший в Будапешт Иоганнес Брамс, исполнив свой фортепианный квартет Op. 60. Положительный отзыв прессы получил концерт 13 ноября 1889 года, в котором квартет Кранчевича, игравший Моцарта и Керубини, участвовал вместе с Густавом Малером, аккомпанировавшим исполнявшей его песни Бьянке Бьянки.
По завершении карьеры в Будапеште полностью отошёл от музыки и до конца жизни жил на пенсии в Вене. Свою скрипку Страдивари продал Яну Кубелику.
Кранчевичу посвящена Соната для скрипки и фортепиано Игнаца Брюля. Его имя носит улица в его родном городе Панчево.
Племянник Кранчевича Петр Кранчевич (серб. Петар Кранчевић; 1869—1919), заинтересовавшись музыкой под влиянием своего дяди, оставил занятия торговлей и с 1904 г. до конца жизни руководил ведущим хоровым коллективом в городе Сремска-Митровица, музыкальная школа в котором носит теперь его имя.